# بشقابی بوته‌ای
بشقابی بوته‌ای، بشقابی شکننده (نام علمی: Scutellaria fragillima) نام یک گونه از سرده بشقابی است.